# 逆転裁判 〜その「真実」、異議あり!〜
『逆転裁判 〜その「真実」、異議あり！〜』（ぎゃくてんさいばん そのしんじつ いぎあり）は、カプコンが制作・販売しているコンピュータゲーム『逆転裁判』シリーズを原作としたアニメ作品。読売テレビ・日本テレビ系列にて2016年4月2日から9月24日までSeason1が放送され、2018年10月6日から2019年3月30日までSeason2が放送された。

## 概要
本作品は、弁護士の成歩堂龍一を主人公とし、その助手の綾里真宵をヒロインとする。原作をなぞる形でストーリーが展開される。担当声優は、過去に原作や派生作品などで声を当ててきた担当者から一新されている。場所や日時を示す字幕や証言と尋問開始時のテロップ、「異議あり！」の文字やその使い間違いの際の成歩堂の発言やムジュンを指摘された時の証人のリアクション、判決時の罪状の文字、無罪判決時の紙吹雪など、原作を意識した演出が多く取り入れられている。
原作はCEROレーティング12才以上対象の内容だが、本作品はBPOにおいて、「テレビ局が薦める『青少年へのおすすめ番組』」の一つとして挙げられている。
season1ではゲーム『逆転裁判』『逆転裁判2』、season2では『逆転裁判3』を原作にしたエピソードの他に、アニメオリジナルエピソードも制作され、Season2第10話 - 第12話の「逆転特急、北へ」は放送に先駆けて『Vジャンプ』（集英社）でコミカライズされた。
2015年9月17日の東京ゲームショウにて、初めて制作決定の旨が発表され、同年12月19日には正式タイトル、主要キャラクターを演じる声優や一部スタッフ、放送局など詳細な情報が発表され、公式ホームページが開設された。
2016年4月2日、読売テレビの制作で、読売テレビ・日本テレビ系列にて放送が開始し、以降は毎週土曜 午後5時30分から午後6時に放送される。また、日本テレビ系列放送終了後から1週間（放送開始直前まで）、読売テレビが開設している「My動画 (ytv MyDO!)」で、毎週日曜10時から1週間（放送開始直前まで）、「GYAO!」で再生可能になっている。
『Vジャンプ』にて、テレビアニメを基にした漫画が同タイトルで2016年5月号から連載開始。漫画：影山なおゆき、原作：カプコン、 協力・監修：読売テレビ・A-1 Pictures。単行本全3巻。

## ストーリー
成歩堂龍一が新人弁護士として、法曹界に足を踏み入れるところから物語は始まる。
師匠の綾里千尋とともに初めての法廷に立つ成歩堂の最初の依頼人は小学時代からの友人である矢張政志だった。千尋の助言もあり、何とか矢張の無罪判決を勝ち取ったが、後日千尋は殺害されてしまう。千尋が殺害された事件の被告人は妹の綾里真宵。真宵に弁護を任された成歩堂は天才検事でありながら、成歩堂の旧友である御剣怜侍と対峙する。持ち前のハッタリと鋭いツッコミで御剣を破った成歩堂は以降、真宵を助手同様の扱いで接するようになり、成歩堂と真宵のコンビで依頼人を無罪に導いていく。

## 登場人物
本節では本作品オリジナルの設定も併せて記載する。キャラクターの大まかな設定はリンク先を参照。

### 主要人物
成歩堂 龍一（なるほどう りゅういち）
声 - 梶裕貴
本作品の主人公。鋭くとがった髪型と青いスーツがトレードマークの新米弁護士。「綾里法律事務所」に所属していたが、千尋の死後は同事務所を「成歩堂法律事務所」と改め所長になる。
大学生時代はハートマークに「RYU」と書かれたピンクのセーターを着用しており、Season1第18話など今でも時々着ていることがある。
綾里 真宵（あやさと まよい）
声 - 悠木碧
本作品のヒロイン。霊媒師のタマゴで成歩堂の助手。普段から藤色の和服姿。
Season1第2話で初登場。姉の千尋を殺害した容疑で被告人となり、成歩堂が弁護を務めた。裁判後は成歩堂の助手として「成歩堂法律事務所」で働くこととなる。
綾里 千尋（あやさと ちひろ）
声 - 中村千絵
弁護士。成歩堂が所属していた「綾里法律事務所」の所長で成歩堂の上司。真宵の姉。グラマラスな体型が特徴。
Season1第2話で殺害されるが、霊媒によって真宵もしくは春美に憑依し時折姿を現す。
御剣 怜侍（みつるぎ れいじ）
声 - 玉木雅士
検事。Season1第2話で初登場し、成歩堂のライバルとなる。赤いスーツがトレードマーク。成歩堂、矢張と同級生。
「逆転、そしてサヨナラ」では殺人事件の被告人となる。
糸鋸 圭介（いとのこぎり けいすけ）
声 - 岩崎征実
殺人事件の初動捜査を行う所轄署の刑事。通称は「イトノコ」で、語尾に「〜ッス」と付ける。
Season1第2話で初登場。アニメ本編には未登場だが、ミサイルという警察犬がいる。
矢張 政志（やはり まさし）
声 - 奈良徹
成歩堂が初めて弁護を務めた事件「はじめての逆転」の被告人。成歩堂や御剣とは幼馴染で同級生。
狩魔 冥（かるま めい）
声 - 弓場沙織
検事。狩魔豪の娘。ムチを愛用している。相手を常にフルネームで呼ぶ。好物はパンケーキ。
綾里 春美（あやさと はるみ）
声 - 久野美咲
真宵の従妹。真宵からは「はみちゃん」と呼ばれている。幼いが真宵よりも霊媒能力は高い。外出時は紫色の風呂敷包みを背負っている。
裁判長（さいばんちょう）
声 - 樋浦勉
地方裁判所の裁判長。禿げ頭に灰色の髭が特徴。美人に弱い。
ゴドー
声 - 平田広明
検事。Season2第2話で初登場。褐色の肌に白髪と赤く発光するバイザーが入った仮面が特徴。コーヒーが好きで、法廷でも飲んでいる。
本名、素顔、年齢、経歴などが一切不明の謎の人物。

### Season1

#### 第1話「はじめての逆転」
高日 美佳（たかび みか）
殺人事件の被害者。モデル。矢張の恋人だったが、裁判で別の男性と浮気していたことが判明した。
亜内 武文（あうち たけふみ）
声 - 横島亘
検事。後退気味の頭髪を持つどこか頼りない男性。この事件の担当検事で、弁護士としての初陣となる成歩堂と対峙する。
Season2「失われた逆転」「思い出の逆転」にも登場。「思い出の逆転」のころはリーゼントの髪型で、『新人つぶし』の異名を持つエリートだった。
山野 星雄（やまの ほしお）
声 - 高橋伸也
美佳殺害事件の目撃者。新聞勧誘員。矢張の裁判で検察側の証人として出廷する。不自然な頭髪が特徴。

#### 第2 - 4話「逆転姉妹」
小中 大（こなか まさる）
声 - 手塚ヒロミチ
「株式会社コナカルチャー」の社長。本社ビルは50階建て。多分野で多大な影響力を持つ。両手の指輪など煌びやかなアクセサリーを身に付けている。英語交じりな口調が特徴で、女性に対しては「ミス」、男性に対しては「ミスタ」と付けている。
松竹 梅世（しょうちく うめよ）
声 - 本多真梨子
事件の目撃者。真宵の裁判で検察側の証人として出廷する。ハートのアクセサリーがついたピンクのスーツを着用。美脚が自慢。
星影 宇宙ノ介（ほしかげ そらのすけ）
声 - 杉崎亮
弁護士。「星影法律事務所」の所長で千尋の元上司。一度引き受けた真宵の弁護を一方的に断るなど、不審な点がある。事務所は高層ビルの中にある。恰幅の良い体型で「〜ぢゃ」と特徴的な語尾を付けている。
「逆転、そしてサヨナラ」、Season2「思い出の逆転」にも登場。
ボーイ
板東ホテルのボーイ長。本名は不明。裁判には出廷していないが、小中と梅世に関する情報を成歩堂に提供する。

#### 第5 - 7話「逆転のトノサマン」
荷星 三郎（にぼし さぶろう）
声 - 山本祥太
被告人。「大江戸戦士トノサマン」の主役を務める俳優。強面で大柄だが心優しい性格。
「さらば、逆転」にも登場。
衣袋 武志（いぶくろ たけし）
被害者。「大江戸戦士トノサマン」では悪役のアクダイカーン役を務める俳優。かつては一流のスターだった。
大場 カオル（おおば カオル）
声 - 杉本ゆう
英都撮影所の警備員を務める中年女性。通称「オバチャン」。口数が多くおしゃべりな性格。亡くなった衣袋の大ファンで、荷星を敵視している。
「さらば、逆転」にも登場。同エピソードでは宇宙服のような服装で、ホテル・バンドーの警備員をしている。
間宮 由美子（まみや ゆみこ）
英都撮影所で大道具や小道具を担当するアルバイトスタッフ。アニメでは一瞬登場するのみで台詞も無し。
大滝 九太（おおたき きゅうた）
声 - 石上静香
「大江戸戦士トノサマン」のファンである小学生の少年。
宇在 拓也（うざい たくや）
声 - 西野真人
「大江戸戦士トノサマン」の監督。オタク風の男性。
姫神 サクラ（ひめがみ サクラ）
声 - 日野由利加
「大江戸戦士トノサマン」のプロデューサー。キセルを愛用している。

#### 第8 - 12話「逆転、そしてサヨナラ」
生倉 雪夫（なまくら ゆきお）
殺人事件の被害者。弁護士。以前は星影法律事務所に所属していた。
大沢木 ナツミ（おおさわぎ ナツミ）
声 - 高木礼子
生倉弁護士殺害の目撃者。自称「大学の研究生」のカメラマン。大阪弁とアフロヘアーが特徴。御剣の裁判に検察側の証人として出廷する。
Season2「再会、そして逆転」にも登場。
貸しボート屋のオヤジ
声 - 蓮岳大
ひょうたん湖の貸しボート屋の管理人。数年前から記憶喪失となっているらしい。
サユリさん
ボート小屋の管理人が飼っているオウム。
灰根 高太郎（はいね こうたろう）
声 - 蓮岳大
「DL6号事件」の被告人。当時は法廷係官をしていた。
綾里 舞子（あやさと まいこ）
声 - 仲村かおり
霊媒師。真宵と千尋の母で倉院流霊媒道の家元。「DL6号事件」の際に警察から依頼され、被害者の御剣信を霊媒する。
狩魔 豪（かるま ごう）
声 - 大塚明夫
検事。御剣の師匠であり冥の父。裁判で40年間無敗を誇る。歩くときは杖をついている。
Season2「逆転の約束」「届け逆転のメロディ」にも登場。
御剣 信（みつるぎ しん）
声 - 綿貫竜之介
弁護士。「DL6号事件」の被害者で、怜侍の父。
Season2「逆転の約束」「届け逆転のメロディ」にも登場。

#### 第13話「逆転の約束」
夫人
声 - 中川奈美
犬を捨てた元飼い主。苗字は「管野（かんの）」。
犬
かつて夫人に飼われていた捨て犬で、成歩堂・矢張・御剣に懐いたが、最終的には御剣に一番懐いたことで、御剣に飼われることとなる。

#### 第14 - 17話「再会、そして逆転」
綾里 キミ子（あやさと キミこ）
声 - 津川祝子
舞子の姉で、春美の母。千尋と真宵の伯母。家元不在の「倉院の里」を守っている。
呪詞が書かれた黒の着物に大きな結髪が特徴。語尾に「～ござあます」を付ける。
「逆転の潮騒が聞こえる」にも登場。
霧崎 哲郎（きりさき てつろう）
声 - 野坂尚也
殺人事件の被害者。霧崎外科医院院長。腕は確かだが性格に難がある。
未実の霊媒を依頼するために倉院の里を訪れた。
葉中 のどか（はなか のどか）
声 - 笹本菜津枝
大学生で、未実の妹。オカルトを研究している。オレンジ色のセーターが特徴。おっとりとした言動をしている。
葉中 未実（はなか みみ）
「霧崎外科医院」に勤務していた看護師で、のどかの姉。1年前の交通事故により死亡。
綾里 供子（あやさと　きょうこ）
「倉院流霊媒道」の創始者。「倉院の壺」に供子の魂が封印されていると言い伝えられているが、真偽のほどは定かではない。

#### 第18 - 20話 「逆転サーカス」
マキシミリアン・ギャラクティカ
声 - 浜添伸也
被告人。マジシャン。通称は「マックス」。本名は山田 耕平（やまだ こうへい）。空中浮遊のマジックで人気。他の団員との折り合いは悪いが根は純朴であり、気が動転すると東北弁になる。
立見 七百人（たちみ なおと）
声 - 佐々健太
殺人事件の被害者。タチミサーカスの団長。ミリカの父。興行では司会進行を担当。温厚な人柄で知られていた。
ベン
声 - 古川裕隆
タチミサーカスの腹話術師。相方は人形の「リロ（声 - 古川裕隆）」で、いつも右腕にはめている。
ミリカ
声 - 大地葉
タチミサーカスの猛獣使い。立見団長の娘。本名は立見 里香（たちみ りか）。サーカス内のアイドルで世間知らず。
トミー
声 - 内田岳志
タチミサーカスのピエロ。親父ギャグをよく言う。
アクロ
声 - 中務貴幸
タチミサーカスのアクロバット芸人。半年前の事故で脚が不自由になり、車椅子を使用している。
バット
アクロの弟。半年前の事故で意識を失い、今でも病院で眠り続けている。

#### 第21 - 24話 「さらば、逆転」
王都楼 真悟（おうとろう しんご）
声 - 内匠靖明
被告人。映画制作会社「英都撮影所」に所属し、「大江戸戦士トノサマン・丙!」のトノサマン・丙役を務める人気絶頂のアクションスター。爽やかさが売り。
藤見野 イサオ（ふじみの イサオ）
被害者。映画制作会社「光映撮影所」に所属し、「大江戸戦士トノサマン・丙!」に対抗して制作された「忍者ナンジャ」のナンジャ役を務めるアクションスター。若いが暑苦しい風貌。
華宮 霧緒（かみや きりお）
声 - 朝井彩加
目撃者。王都楼のマネージャー。眼鏡をかけた知的な印象の女性。
「盗まれた逆転」にも登場。同エピソードでは下ろしていた髪をアップにし、倉院の里秘宝展のマネージメントを取り仕切っている。
華宮 由利恵（かみや ゆりえ）
霧緒の姉。生前は藤見野のマネージャーをしていた。享年不明。
田中 太郎（たなか たろう）
王都楼家の執事。本作品では田中太郎という呼称は使われていない。
虎狼死家 左々右エ門（ころしや さざえもん）
声 - 横島亘
プロの殺し屋。「虎狼死家」は屋号であり、100年前から続いている老舗で、彼は3代目。

### Season2

#### 第1話「失われた逆転」
須々木 マコ（すずき マコ）
声 - 生田善子
被告人。糸鋸の後輩である女性警察官。糸鋸同様、語尾に「〜ッス」をつけて話す。
「逆転のレシピ」にも登場。同エピソードでは吐麗美庵の店員になっている。
町尾 守（まちお まもる）
被害者。警察官。野球と黄色が大好きだった。
諸平野 貴雅（もろへいや たかまさ）
声 - 岸尾だいすけ
目撃者。浪人生。格好つけたような口調でプライドが高く自らを「一流」と称したり、やたらと他者を見下した態度を取る。
係官
声 - 植木慎英
地方裁判所の法廷係官。

#### 第2話 - 第5話「盗まれた逆転」
星威岳 哀牙（ほしいだけ あいが）
声 - 関俊彦
自称名探偵。黄色のモヒカンの髪型で右目に虫眼鏡を付けている。
天杉 優作（あますぎ ゆうさく）
声 - 西山宏太朗
被告人。「怪人☆仮面マスク」その人。気の弱い性格で、普通に話していても声が徐々に小さくなる。
天杉 希華（あますぎ まれか）
声 - 慶長佑香
優作の妻。赤いバイクスーツが特徴。男勝りな性格。元銀行員で、優作とはそのころからの付き合い。
毒島 黒兵衛（ぶすじま くろべえ）
被害者。優作が勤めていた「KB警備」社長。金に汚いという噂がある。
裁判官（さいばんかん）
声 - 樋浦勉
裁判長の弟。栗色の髪と髭が特徴。
「始まりの逆転」「華麗なる逆転」にも登場。

#### 第6話「届け逆転のメロディ」
城楼須 はらみ（じょうろうす はらみ）
声 - 斉藤貴美子
中学生の御剣がショッピングモールで遭遇した貴婦人。迷子になっていた犬・ナパームを御剣が発見した際に飼い主だと名乗るが、実際はラジオでナパームに50万円の懸賞金が懸けられたことを知り懸賞金欲しさのために捕まえようとしただけであり、そこから本当の飼い主ではないことを御剣に見抜かれる。その後、本性を現し武力行使に出ようとするも、駆けつけた豪に諌められ、泣きながらその場を立ち去った。
ラジオDJ・トモリーナ
声 - 洲崎綾
中学生の矢張が聴いていたラジオ番組のDJ。彼女のラジオのリクエストコーナーを通じて、成歩堂が御剣にメッセージを送っている。
ナパーム
声 - 青山吉能
ショッピングモールで迷子になっていたポメラニアン犬。飼い主から50万の懸賞金が懸けられている。お腹のハートマークのような模様が特徴。
御剣と鉢合わせた城楼須は「愛犬」と言っていたが、その城楼須に対しては最初から懐いていなかった。

#### 第7話 - 第9話「逆転のレシピ」
本土坊 薫（ほんどぼう かおる）
声 - 落合福嗣
フランス料理店「吐麗美庵」店長。剛健な体格をしたオネエ系の男性。
五十嵐 将兵（いがらし しょうへい）
声 - 浦山迅
目撃者。江戸っ子気質の老人。「吐麗美庵」常連客。
鹿羽 うらみ（しかばね うらみ）
声 - 早見沙織
金融会社「カリヨーゼ」社員。鹿羽組組長・鹿羽権太（しかばね ごんた）の孫娘で、頭に包帯を巻き、不気味とも思える言動をする。
芝九蔵 虎ノ助（しばくぞう とらのすけ）
声 - 三上哲
金融会社「カリヨーゼ」社長。通称「ゼニトラ」。虎の絵が刺繍されたスーツが特徴。成歩堂になりすまして法廷に立った。
岡 高夫（おか たかお）
声 - 大西弘祐
被害者。コンピュータプログラマー。左目のモノクルが特徴。

#### 第10話 - 第12話「逆転特急、北へ」
裁牙 由三郎（さいが ゆさぶろう）
声 - 速水奨
アメリカ司法参謀本部局の検事。鋭い目付きと前髪の一部の白髪が特徴の男性。左側に通信機が仕込まれた眼鏡を掛けている。国際的な大きな事件を中心に、起訴から立件までの方針を決める仕事をしており、彼自身は法廷に立つことはない。
1年前、リッチナンデの裁判の立件戦略総責任者だった。リッチナンデから招待を受けたので、休暇を取り久々に日本へ戻った。しかし、リッチナンデが起こした「銀星号」占領事件に巻き込まれ、食堂車を法廷のようにセッティングされ、そこで1年前の事件の担当検事を命じられる。御剣とは検事学校時代の先輩後輩で彼とは高等法院3回生のころに知り合うが、天才である彼との実力差に劣等感を抱いた苦い経験から、彼に対して複雑な感情を抱いている。
漫画版では通信機は使っておらず、普通の眼鏡となっている。
ハブリー・リッチナンデ
声 - てらそままさき
ナーリキン共和国の大富豪で「銀星号」のオーナー。誰に対しても礼儀正しく接する紳士な性格。日本と鉄道をこよなく愛しており、現在は日本国籍を取得し日本人となっている。
1年前、アメリカのホテルでエンドルー・カネスキー殺人事件で逮捕され、凶器がリッチナンデの拳銃で指紋が付いていたことから有罪判決を受けるが、この判決は仕組まれたものと考えている。自分の潔白を証明するために日本の刑務所に収監される前に移送中に脱走する。そのため、手首には鎖が切れた手錠を付けたままになっている。彼の無実を信じる支援者たちと共に、自身の「銀星号」を占拠し当時の事件関係者たちを集めてすぐに再審理ができるように列車内の食堂車を法廷のようにセッティングして再審理を開く。成歩堂と真宵を「銀星号」に誘った張本人で、その理由は成歩堂の腕を見込んで無実を証明するためだった。
「銀星号」の乗務員のレジーナとリックは同じナーリキン共和国の人間で、彼の忠実な部下である。
レジーナ・ロコモティ
声 - 武田華
「銀星号」の乗務員。ショートカットの赤髪が特徴。
実はナーリキン共和国の人間で、リッチナンデの計画に従ってマシンガンを武器に列車占拠に加担するが、誤って糸鋸の左腕を掠めてしまった時には、そのことを謝罪し、その後は彼に協力する。
リック・スティーム
声 - 吉永拓斗
「銀星号」の乗務員。纏め上げた髪型が特徴。実はナーリキン共和国の人間で、リッチナンデの列車占拠のため、マシンガンを武器に乗務員たちを指揮している。
ジャムヌッテ・パンタベルノ
声 - 谷育子
「銀星号」1号車の接待客。穏やかな老婦人で、世界的セレブという噂がある。通称「マダム・パンタベルノ」。車椅子生活を送っているため、孫娘のバターデに付き添ってもらっている。ジャムの入った小さな帽子を被っている。事件当日は87歳を迎える誕生日だった。1年前の事件の目撃者。
バターデ・パンタベルノ
声 - 奥野香耶
ジャムヌッテの孫娘。クロワッサン型のカチューシャと金髪が特徴。常に祖母に寄り添って、優しく世話をしている。 1年前の事件の目撃者。
エドガー・ピストン
声 - 辻親八
「銀星号」1号車の接待客。全米ガナイタ協会の会員で、1年前の事件の目撃者。
漫画とアニメでは顔が異なっている。漫画では小さな丸い眼鏡、アニメでは四角い眼鏡を掛け、短髪でビジネススーツを着用している。
アラン・シリンダー
声 - 土師孝也
「銀星号」1号車の接待客。評議会の議員で、1年前の事件の目撃者。
漫画とアニメでは顔が異なっている。漫画では白髪の短髪オールバック、アニメでは禿頭で、丸い顔の太った体型でウェストコートを着用している。
ゲイル・ゲーリック
声 - 遊佐浩二
1年前の事件現場となったセレモニー会場にいたボーイ。金髪で目元を紫に塗り、全身黒ずくめの服装が特徴。
1年前のカネスキーが死亡したセレモニー会場が開かれたホテルのボーイを務めており、当時は右手に包帯を巻いていた。成歩堂によって、1年前の事件の真犯人である可能性が浮上するが、1号車の彼の個室で何者かに胸を刺されて殺害され、さらに彼の個室は火事になったが、消火器で無事に火は消し止められた。ところが、その遺体は忽然と消えた上に糸鋸とレジーナがいる客車の天井から落ちてきた。リッチナンデによって、1年前の事件の重要な証人として列車の裁判に出廷する予定だった。
エンドルー・カネスキー
1年前の事件の被害者。ナーリキン共和国の経済力を警戒して、リッチナンデをアメリカ経済から締め出そうとしていた。
アメリカ検事局長
声 - 田所陽向
アメリカ司法の頂点に君臨する男性。

#### 第13話「思い出の逆転」
呑田 菊三（のんだ きくぞう）
声 - 榎木淳弥
被害者。勇盟大学薬学部の学生。ちなみの元彼氏。
美柳 ちなみ（みやなぎ ちなみ）
声 - 佐藤利奈
目撃者。勇盟大学文学部の学生。愛称「ちいちゃん」。大学時代の成歩堂の彼女。白いワンピースに日傘を差したお嬢様のような容貌で、成歩堂を「リュウちゃん」、裁判長や亜内を「オジサマ」と呼ぶ反面、千尋を「おばさま」と呼ぶ。1年前、成歩堂に小瓶のペンダントを渡している。
「始まりの逆転」「華麗なる逆転」にも登場。死刑判決が下され「華麗なる逆転」の1年前に死刑が執行されていた。

#### 第14話「逆転の潮騒が聞こえる」
ラーメン屋
声 - 佐久間元輝
真宵の行きつけのラーメン店の店主。

#### 第15話 - 第16話「始まりの逆転」
美柳 勇希（みやなぎ ゆうき）
声 - 水沢史絵
被害者。女性警察官。ちなみの姉。
尾並田 美散（おなみだ みちる）
声 - 松田健一郎
被告人。死刑囚。長身で足首から鎖で繋がった鉄球を抱えている。

#### 第17話 - 第23話「華麗なる逆転」
葉桜院 あやめ（はざくらいん あやめ）
声 - 佐藤利奈
「葉桜院」の尼僧。美柳ちなみと瓜二つの外見をした女性。
葉桜院 毘忌尼（はざくらいん びきに）
声 - 林りんこ
「葉桜院」の住職。一人称は「オバサン」。腰痛持ち。背が低く、証言の際は踏み台の上に立つ。
天流斎 エリス（てんりゅうさい エリス）
声 - 森本73子
被害者。絵本作家。春美が大ファン。紫色の宝玉が付いた杖を持参。

## スタッフ
本編
|                              | Season1                | Season2            |
| ---------------------------- | ---------------------- | ------------------ |
| 原作                         | CAPCOM                 | CAPCOM             |
| 原作監修                     | 巧舟、江城元秀         | 巧舟、江城元秀     |
| 企画 チーフプロデューサー    | 菊川雄士               | 永井幸治           |
| 企画 チーフプロデューサー    | 落越友則               | -                  |
| プロデューサー               | 永井幸治、三宅将典     | 佐藤成俊           |
| 監督                         | 渡辺歩                 | 渡辺歩             |
| 監督                         | -                      | 今井友紀子（助監） |
| シリーズ構成                 | 冨岡淳広               | 冨岡淳広           |
| キャラクターデザイン         | 太田恵子               | 太田恵子           |
| キャラクターデザイン         | 渡辺浩二               | -                  |
| プロップデザイン             | 佐々木守、久原陽子     | 田中誠輝           |
| 美術設定                     | 大平司                 | 藤瀬智康           |
| 美術監督                     | 岩瀬栄治               | 薄井久代           |
| 色彩設計                     | 中尾総子               | 中尾総子           |
| 撮影監督                     | 清水彩香               | 清水彩香           |
| CGディレクター               | 福田陽                 | 那須信司           |
| 編集                         | 後藤正浩               | 後藤正浩           |
| 音響監督                     | 小林克良               | 小泉紀介           |
| 音楽                         | 和田薫 杉森雅和        | 和田薫 杉森雅和    |
| 音楽                         | アニプレックス（制作） |                    |
| アニメーションプロデューサー | 外崎真                 | 辻俊一             |
| アニメーション制作           | A-1 Pictures           | CloverWorks        |
| 制作                         | ytv                    | ytv                |
| 制作                         | A-1 Pictures           | CloverWorks        |

リアル脱出ゲーム
- 原作 - CAPCOM
- 原作監修 - 巧舟、江城元秀
- 企画・制作・主催 - SCRAP
- 製作総指揮 - 加藤隆生
- アニメーション制作 - A-1 Pictures（霊媒村殺人事件）→CloverWorks（人気よしもと芸人殺人事件）
- 制作協力 - BadNews、チケットぴあ九州

## 主題歌
| 期                 | 話数               | 曲名                 | 作詞                         | 作曲                 | 編曲                                 | 歌手                     | レーベル                     | 発売日             | オリコン最高位     |
| オープニングテーマ | オープニングテーマ | オープニングテーマ   | オープニングテーマ           | オープニングテーマ   | オープニングテーマ                   | オープニングテーマ       | オープニングテーマ           | オープニングテーマ | オープニングテーマ |
| ------------------ | ------------------ | -------------------- | ---------------------------- | -------------------- | ------------------------------------ | ------------------------ | ---------------------------- | ------------------ | ------------------ |
| Season1            | 1-13               | 逆転Winner           | 松井五郎                     | 岩崎貴文             | CHOKKAKU                             | ジャニーズWEST           | ジャニーズ・エンタテイメント | 2016年4月20日      | 1位                |
| Season1            | 14-24              | 人生は素晴らしい     | mildsalt                     | 岩崎貴文             | 水島康貴                             | ジャニーズWEST           | ジャニーズ・エンタテイメント | 2016年7月27日      | 2位                |
| Season2            | 1-12               | Never Lose           | MiNE/Komei Kobayashi         | FURUTA ＆ Dr. Lilcom | 久保田真悟（Jazzin' park) / 山下智久 | 山下智久                 | SME Records                  | 2019年2月13日      | 2位                |
| Season2            | 13-23              | Reason               | JUN/WAKE/ Tomohisa Yamashita | UTA/JUN              | UTA for TinyVoice,Production         | 山下智久                 | SME Records                  | 2019年2月13日      | 2位                |
| エンディングテーマ |                    |                      |                              |                      |                                      |                          |                              |                    |                    |
| Season1            | 1-13               | Message              | SINBYI・玉井健二・安田レイ   | 成瀬裕介・玉井健二   | 玉井健二・釣俊輔                     | 安田レイ                 | SME Records                  | 2016年5月18日      | 51位               |
| Season1            | 14-24              | 純愛カオス           | 松井五郎                     | 渡辺徹               | 渡辺徹                               | 東京パフォーマンスドール | Epic Records                 | 2016年8月17日      | 4位                |
| Season2            | 1-12               | スターティングブルー | 宮嶋淳子                     | 哥丸雄貴             | 哥丸雄貴                             | halca                    | SACRA MUSIC                  | 2018年10月31日     | 40位               |
| Season2            | 13-23              | ビューティフルデイズ | あんにゅ＆小幡康裕           | あんにゅ             | 小幡康裕                             | コアラモード．           | Ariola Japan                 | 2019年3月6日       | 59位               |

なお、エンディングの表題曲とは違い、Season1のオープニングの表題曲の方は一貫してジャニーズWESTが担当しているため、2曲とも音楽番組で披露される機会が多く、オリコン月間アニメ部門およびBillboard JAPAN Hot Animationにおいて1位を獲得し、日本レコード協会からゴールド認定を受けるなど、好成績を残している。

## 各話リスト
連続性のエピソードの場合は「○○（エピソードタイトル）○○（各エピソードでの話数）Trial」と表記される。
| 放送日         | 話数    | サブタイトル                    | 脚本           | 絵コンテ                            | 演出                  | 総作画監督                 | 作画監督                                                                                                  | 原作                                                    |
| Season1        | Season1 | Season1                         | Season1        | Season1                             | Season1               | Season1                    | Season1                                                                                                   | Season1                                                 |
| -------------- | ------- | ------------------------------- | -------------- | ----------------------------------- | --------------------- | -------------------------- | --- | ------------------------------------------------------- |
| 2016年 4月2日  | 1       | はじめての逆転                  | 冨岡淳広       | 渡辺歩                              | 今井友紀子            | 太田恵子 渡辺浩二          | 立川聖治 野々下いおり 網修次郎 越後光崇 中島裕里 久原陽子                                                 | 『逆転裁判』『逆転裁判 蘇る逆転』第1話                  |
| 4月9日         | 2       | 逆転姉妹 1st Trial              | あみやまさはる | 内田信吾                            | 内田信吾              | 太田恵子 渡辺浩二          | 高崎美里 清水裕輔                                                                                         | 『逆転裁判』『逆転裁判 蘇る逆転』第2話                  |
| 4月16日        | 3       | 逆転姉妹 2nd Trial              | あみやまさはる | 三上喜子                            | 三上喜子              | 太田恵子 渡辺浩二          | いずみひろよ 藤原宏樹                                                                                     | 『逆転裁判』『逆転裁判 蘇る逆転』第2話                  |
| 4月23日        | 4       | 逆転姉妹 Last Trial             | あみやまさはる | 嵯峨敏                              | 嵯峨敏                | 太田恵子 渡辺浩二          | 立川聖治 野々下いおり 網修次郎 越後光崇 久原陽子 松原栄介 太田恵子                                        | 『逆転裁判』『逆転裁判 蘇る逆転』第2話                  |
| 4月30日        | 5       | 逆転のトノサマン 1st Trial      | 久尾歩         | 今井友紀子                          | 今井友紀子            | 太田恵子 渡辺浩二          | 栗原優 中島裕里 高橋道子                                                                                  | 『逆転裁判』『逆転裁判 蘇る逆転』第3話                  |
| 5月7日         | 6       | 逆転のトノサマン 2nd Trial      | 久尾歩         | 佐々木守                            | 佐藤清光              | 太田恵子 渡辺浩二          | 酒井孝裕                                                                                                  | 『逆転裁判』『逆転裁判 蘇る逆転』第3話                  |
| 5月14日        | 7       | 逆転のトノサマン Last Trial     | 久尾歩         | 江崎慎平                            | 金子伸吾              | 太田恵子 渡辺浩二          | 山下喜光 遠藤大輔                                                                                         | 『逆転裁判』『逆転裁判 蘇る逆転』第3話                  |
| 5月21日        | 8       | 逆転、そしてサヨナラ 1st Trial  | 神山修一       | 尾崎隆晴                            | 尾崎隆晴              | 太田恵子 渡辺浩二          | 清水裕輔 高崎美里 三井麻未                                                                                | 『逆転裁判』『逆転裁判 蘇る逆転』第4話 アニメオリジナル |
| 5月28日        | 9       | 逆転、そしてサヨナラ 2nd Trial  | 神山修一       | 誌村ひろあき                        | 山内東生雄            | 太田恵子 渡辺浩二          | 三浦春樹 森悦史 青木真理子                                                                                | 『逆転裁判』『逆転裁判 蘇る逆転』第4話 アニメオリジナル |
| 6月4日         | 10      | 逆転、そしてサヨナラ 3rd Trial  | 神山修一       | 佐々木守                            | 河野亜矢子            | 太田恵子 渡辺浩二 藤原宏樹 | 犬塚政彦                                                                                                  | 『逆転裁判』『逆転裁判 蘇る逆転』第4話 アニメオリジナル |
| 6月11日        | 11      | 逆転、そしてサヨナラ 4th Trial  | 神山修一       | 誌村宏明                            | 丸山裕介              | 太田恵子 渡辺浩二          | 網修次郎 松原栄介 いずみひろよ                                                                            | 『逆転裁判』『逆転裁判 蘇る逆転』第4話 アニメオリジナル |
| 6月18日        | 12      | 逆転、そしてサヨナラ Last Trial | 神山修一       | ところともかず                      | 和田高明 井端義秀     | 立川聖治                   | 高橋道子 清水裕輔 野々下いおり 栗原優                                                                     | 『逆転裁判』『逆転裁判 蘇る逆転』第4話 アニメオリジナル |
| 6月25日        | 13      | 逆転の約束                      | 冨岡淳広       | 渡辺歩 内田信吾                     | こさや                | 渡辺浩二                   | 藤原宏樹 中島裕里 栗原優 萩尾圭太 安留雅弥 志賀道憲 梶浦紳一郎 本多みゆき 松原栄介 大塚八愛               | 『逆転裁判』『逆転裁判 蘇る逆転』第4話 アニメオリジナル |
| 7月9日         | 14      | 再会、そして逆転 1st Trial      | 兵頭一歩       | 佐々木守                            | 深瀬重                | 渡辺浩二                   | 門智昭 | 『逆転裁判2』第2話                                      |
| 7月16日        | 15      | 再会、そして逆転 2nd Trial      | 兵頭一歩       | 今井友紀子                          | 今井友紀子            | 藤原宏樹                   | 實藤晴香 武佐友紀子 犬塚政彦                                                                              | 『逆転裁判2』第2話                                      |
| 7月23日        | 16      | 再会、そして逆転 3rd Trial      | 兵頭一歩       | 島崎奈々子                          | 島崎奈々子            | 立川聖治                   | いずみひろよ 清水裕輔                                                                                     | 『逆転裁判2』第2話                                      |
| 7月30日        | 17      | 再会、そして逆転 Last Trial     | 兵頭一歩       | 板井寛樹                            | 金子伸吾              | 渡辺浩二                   | 佐々木睦美                                                                                                | 『逆転裁判2』第2話                                      |
| 8月6日         | 18      | 逆転サーカス 1st Trial          | 冨田頼子       | 誌村宏明 渡辺歩                     | 丸山裕介              | 藤原宏樹                   | 犬塚政彦 實藤晴香 武佐友紀子 斉藤香                                                                       | 『逆転裁判2』第3話                                      |
| 8月13日        | 19      | 逆転サーカス 2nd Trial          | 冨田頼子       | ところともかず                      | 菱川直樹              | 立川聖治                   | 網修次郎 清水裕輔 栗原優                                                                                  | 『逆転裁判2』第3話                                      |
| 8月20日        | 20      | 逆転サーカス Last Trial         | 冨田頼子       | ところともかず                      | 井端義秀              | 渡辺浩二                   | いずみひろよ 中島裕里 松原栄介 立川聖治 網修次郎 栗原優                                                   | 『逆転裁判2』第3話                                      |
| 9月3日         | 21      | さらば、逆転 1st Trial          | 冨岡淳広       | 誌村宏明                            | 島崎奈々子            | 立川聖治                   | 犬塚政彦 武佐由紀子 實藤晴香 斉藤香                                                                       | 『逆転裁判2』第4話                                      |
| 9月10日        | 22      | さらば、逆転 2nd Trial          | 冨岡淳広       | 尾崎隆晴                            | 尾崎隆晴              | 渡辺浩二                   | 高橋道子 松原栄介 いずみひろよ 真田しづえ 立川聖治 栗原優 中島裕里                                        | 『逆転裁判2』第4話                                      |
| 9月17日        | 23      | さらば、逆転 3rd Trial          | 冨岡淳広       | 今井友紀子                          | 今井友紀子            | 藤原宏樹                   | 藤原宏樹 小橋弘侑 網修二郎                                                                                | 『逆転裁判2』第4話                                      |
| 9月24日        | 24      | さらば、逆転 Last Trial         | 冨岡淳広       | 渡辺歩                              | 深瀬重                | 太田恵子                   | 太田恵子 渡辺浩二 立川聖治 佐々木守 いずみひろよ 中島裕里 松原栄介 栗原優 久原陽子                        | 『逆転裁判2』第4話                                      |
| Season2        |         |                                 |                |                                     |                       |                            | |                                                         |
| 2018年 10月6日 | 1       | 失われた逆転                    | 冨岡淳広       | 渡辺歩                              | 今井友紀子            | 太田恵子                   | 小泉初栄 小丸敏之 佐野隆雄                                                                                | 『逆転裁判2』第1話                                      |
| 10月13日       | 2       | 盗まれた逆転 -1st Trial-        | 石橋大助       | 今井友紀子                          | 髙田昌豊 今井友紀子   | 小丸敏之                   | 河合拓也 小丸敏之                                                                                         | 『逆転裁判3』第2話                                      |
| 10月20日       | 3       | 盗まれた逆転 -2nd Trial-        | 石橋大助       | 石踊宏                              | 深瀬重                | -                          | 佐野隆雄 高橋道子 河合拓也                                                                                | 『逆転裁判3』第2話                                      |
| 10月27日       | 4       | 盗まれた逆転 -3rd Trial-        | 石橋大助       | 和田高明                            | 和田高明              | 小丸敏之                   | 本多みゆき 本多恵美                                                                                       | 『逆転裁判3』第2話                                      |
| 11月3日        | 5       | 盗まれた逆転 -Last Trial-       | 石橋大助       | 高橋知也                            | 深瀬重                | 佐野隆雄                   | 平野翔 高橋宏郁 長川薫 谷口繁則 今泉竜太 増田敏彦 森谷春樹 はしもとかつみ 渡辺一平太 河本華穂             | 『逆転裁判3』第2話                                      |
| 11月10日       | 6       | 届け逆転のメロディ              | 阿部沙耶佳     | 今井友紀子                          | 高橋謙仁              | 太田恵子                   | 河合拓也 児玉亮 清水裕輔 本多恵美 小泉初栄                                                                | アニメオリジナル                                        |
| 11月17日       | 7       | 逆転のレシピ -1st Trial-        | 石橋大助       | 佐山聖子                            | 岡本恵里香            | 小丸敏之                   | 鈴木彩乃 柄谷綾子 竹本未希 満若たかよ 大森理恵 齋藤佳子 小丸敏之                                          | 『逆転裁判3』第3話                                      |
| 11月24日       | 8       | 逆転のレシピ -2nd Trial-        | 石橋大助       | 富田浩章                            | 深瀬重 上田慎一郎     | 渡辺浩二                   | Kim Heekang Kim Daehoon In Taesun Kwon Yongsang Seo Soonyoung                                             | 『逆転裁判3』第3話                                      |
| 12月1日        | 9       | 逆転のレシピ -Last Trial-       | 北条千夏       | 誌村宏明                            | 山口頼房              | 小丸敏之                   | 吉田優子 大塚八愛 水谷雄一郎 松原栄介 清水裕輔                                                            | 『逆転裁判3』第3話                                      |
| 12月8日        | 10      | 逆転特急、北へ -1st Trial-      | 冨岡淳広       | 富田浩章                            | 和田高明              | 渡辺浩二                   | 渡辺浩二 小泉初栄 河合拓也 本多みゆき 大塚八愛 児玉亮                                                     | アニメオリジナル                                        |
| 12月15日       | 11      | 逆転特急、北へ -2nd Trial-      | 冨岡淳広       | 大橋誉志光                          | 河野亜矢子            | 小丸敏之                   | 小丸敏之 中熊太一 清水祐輔 中島裕里 石田一将                                                              | アニメオリジナル                                        |
| 12月22日       | 12      | 逆転特急、北へ -Last Trial-     | 冨岡淳広       | 河野亜矢子 誌村宏明                 | 高橋謙仁 山口頼房     | 太田恵子 渡辺浩二          | 小泉初栄 毛応星 神山英吏 中島裕里 本多みゆき 清水裕輔 児玉亮 河合拓也 張昀                                | アニメオリジナル                                        |
| 2019年 1月19日 | 13      | 思い出の逆転                    | 藤田伸三       | 渡辺歩 今井友紀子 菅沼栄治 角地拓大 | 上田慎一郎 深瀬重     | 小丸敏之 渡辺浩二          | Kim Heekang Kim Daehoon Seo Soonyoung In Taesun Jo Yongjoo Kwon Yongsang Ko Dahee Ko Daeun                | 『逆転裁判3』第1話                                      |
| 1月26日        | 14      | 逆転の潮騒が聞こえる            | 阿部沙耶香     | 河野亜矢子                          | 河野亜矢子            | 太田恵子                   | 児玉亮 篁馨 有我洋美 中島裕里 松原栄介 中熊太一 本多みゆき                                                | アニメオリジナル                                        |
| 2月2日         | 15      | 始まりの逆転 -1st Trial-        | 兵頭一歩       | 角地拓大                            | 角地拓大              | 渡辺浩二                   | 安留雅弥 大塚八愛 泉美紗子 大槻ちえ 伊藤智子 小川麻衣 藤澤俊幸 清水裕輔 河合拓也                          | 『逆転裁判3』第4話                                      |
| 2月9日         | 16      | 始まりの逆転 -Last Trial-       | 兵頭一歩       | 今井友紀子                          | 伊福覚志              | 小丸敏之                   | 小菅和久 浜津武広 奥谷周子 日高真由美 森悦史 林隆祥 松原一之                                              | 『逆転裁判3』第4話                                      |
| 2月16日        | 17      | 華麗なる逆転 -1st Trial-        | 竹田裕一郎     | 渡辺歩 富田浩章                     | 高橋謙仁 村田尚樹     | 太田恵子                   | 川口千里 河合拓也 松原栄介 毛応星 篁馨 張昀 児玉亮 大塚八愛 中熊太一                                      | 『逆転裁判3』第5話                                      |
| 2月23日        | 18      | 華麗なる逆転 -2nd Trial-        | 竹田裕一郎     | 大橋一輝                            | 大橋一輝              | 渡辺浩二                   | 河合拓也 木村都彦 萩尾圭太 亀田朋幸 泉美紗子 中熊太一 清水祐輔 児玉亮 伊藤智子 本多みゆき 岡崎洋美        | 『逆転裁判3』第5話                                      |
| 3月2日         | 19      | 華麗なる逆転 -3rd Trial-        | 竹田裕一郎     | 上田慎一郎                          | 上田慎一郎            | 小丸敏之                   | Kim Hee Kang In Tae Seon Kim Dae Hoon Seo Soon Young Kwon Young Sang                                      | 『逆転裁判3』第5話                                      |
| 3月9日         | 20      | 華麗なる逆転 -4th Trial-        | 竹田裕一郎     | 誌村宏明                            | 河野亜矢子 北久保弘之 | 太田恵子                   | 久松沙紀 佐伯直実 児玉亮 清水祐輔 河合拓也 大原大 篁馨                                                    | 『逆転裁判3』第5話                                      |
| 3月16日        | 21      | 華麗なる逆転 -5th Trial-        | 竹田裕一郎     | 角地拓大                            | 大橋一輝 角地拓大     | 渡辺浩二                   | 小川麻衣 河合拓也 岡崎洋美 児玉亮 張昀 大塚八愛 毛応星 泉美紗子 中熊太一 伊藤智子 櫻井拓郎 五十子忍       | 『逆転裁判3』第5話                                      |
| 3月23日        | 22      | 華麗なる逆転 -6th Trial-        | 竹田裕一郎     | 今井友紀子                          | 伊福覚志              | 小丸敏之                   | 小川玖理周 本多みゆき 西村元秀 日高真由美 木村麻亜紗 たかはし隆子 西川絵奈 福田裕樹                       | 『逆転裁判3』第5話                                      |
| 3月30日        | 23      | 華麗なる逆転 -Last Trial-       | 竹田裕一郎     | 渡辺歩                              | 今井友紀子            | 太田恵子 渡辺浩二 小丸敏之 | 小丸敏之 河合拓也 児玉亮 伊藤智子 本多みゆき 中熊太一 岡崎洋美 清水裕輔 篁馨 木村都彦 水谷雄一郎 松原栄介 | 『逆転裁判3』第5話                                      |

- Season1
  - 2016年7月2日は大型音楽特別番組『THE MUSIC DAY』（日本テレビ制作、12:00 - 22:54）のため休止。
  - 2016年8月27日は『24時間テレビ39 「愛は地球を救う」』（日本テレビ制作）編成に伴う『名探偵コナン』30分繰り上げのため休止。
- Season2
  - 2018年12月29日は『秘密のケンミンSHOW 1月3日木曜夜7時から新春4時間SP!どうした埼玉』（16:00 - 17:50）および『ニュース』（日本テレビ制作、17:50 - 18:00）のため休止。
  - 2019年1月5日・12日は『名探偵コナン テレビスペシャル 紅の修学旅行』（17:30 - 18:30）放送のため休止。
  - 2019年1月19日は1時間スペシャルとして17:30 - 18:30[注 8]。

## 放送局
| 放送期間                                                                   | 放送時間           | 放送局                                                         | 対象地域 | 備考                         |
| -------------------------------------------------------------------------- | ------------------ | -------------------------------------------------------------- | -------- | ---------------------------- |
| 2016年4月2日 - 9月24日（Season1） 2018年10月6日 - 2019年3月30日（Season2） | 土曜 17:30 - 18:00 | 読売テレビ（制作局）ほか 日本テレビ系列 (NNS) フルネット局28局 | 日本全域 | 連動データ放送               |
| 2016年4月3日 - 9月25日（Season1） 2018年10月7日 - 2019年3月31日（Season2） | 日曜 7:00 - 7:30   | テレビ大分 (TOS)                                               | 大分県   | NNS/FNSクロスネット局        |
| 2016年9月5日 - 2017年2月20日（Season1）                                    | 月曜 19:00 - 19:30 | アニマックス                                                   | 日本全域 | BS/CS放送 / リピート放送あり |
| 日本テレビ系列全局・アニマックスでは字幕放送を実施。                       |                    |                                                                |          |                              |

| 配信期間                                                                | 配信時間        | 配信サイト |
| ----------------------------------------------------------------------- | --------------- | ---------- |
| 2016年4月2日 - 9月24日 (Season1) 2018年10月6日 - 2019年3月30日(Season2) | 土曜 18:00 更新 | ytv MyDo!  |
| 2018年10月6日 - 2019年3月30日(Season2) 2018年12月22日 (Season1)         |                 | TVer       |

## BD / DVD
| 巻      | 発売日         | 収録話          | 規格品番      | 規格品番      |
| 巻      | 発売日         | 収録話          | BD限定版      | DVD限定版     |
| Season1 | Season1        | Season1         | Season1       | Season1       |
| ------- | -------------- | --------------- | ------------- | ------------- |
| Vol.1   | 2016年8月24日  | 第1話 - 第13話  | ANZX-12061〜4 | ANZB-12061〜4 |
| Vol.2   | 2016年12月21日 | 第14話 - 第24話 | ANZX-12065〜8 | ANZB-12065〜8 |

## 体感型ゲーム

### 推理ラリー
あそびファクトリー主催の体感推理ラリー『失われた弁護士バッジを取り戻せ!』がひらかたパークを会場に2016年6月9日 - 7月3日まで催された。ひらかたパークの園内を巡ってさまざまな謎やムジュンを解き明かし、成歩堂龍一が無くしてしまった弁護士バッジの行方を推理するのが目的。ゴール者にオリジナルステッカーが配付された。

### リアル脱出ゲーム
SCRAP主催の体感型ゲームイベントであるリアル脱出ゲーム化が決定し、『霊媒村殺人事件』として2016年7月より東京原宿にある常設スタジオ「原宿ヒミツキチオブスクラップ」にて約2ヶ月、名古屋矢場町にある常設スタジオ「名古屋ヒミツキチオブスクラップ」と大阪心斎橋にある常設スタジオ「大阪ヒミツキチオブスクラップ」にて約1ヶ月半のロングランを皮切りに開催されることが決定した。3大都市での開催期間中に全国16都市で巡回した。続編として『人気よしもと芸人殺人事件』が2019年2月より東京歌舞伎町にある常設アミューズメントスポット「東京ミステリーサーカス」にて約4ヶ月、大阪心斎橋にある常設スタジオ「大阪ヒミツキチオブスクラップ」にて約2ヶ月、名古屋矢場町にある常設スタジオ「名古屋ヒミツキチオブスクラップ」と札幌すすきのにある常設店舗「アジトオブスクラップ札幌すすきの」と仙台あおば通りにある常設店舗「アジトオブスクラップ仙台」にて約1ヶ月、岡山城近辺にある常設店舗「アジトオブスクラップ岡山」にて約3週間、横浜駅前にある常設スタジオ「横浜ヒミツキチオブスクラップ」にて約2週間のロングランを皮切りに開催されることが決定し、7都市（札幌・仙台・東京・横浜・名古屋・大阪・岡山）での開催期間中に全国12都市を巡回する。参加者は成歩堂法律事務所に配属された見習い弁護士となって上司である成歩堂弁護士と助手の真宵と共に、霊媒村では被害者の御霊が乗り移った霊媒者の弁護を、人気よしもと芸人ではお笑い番組の収録現場で殺人の疑いで逮捕されたトレンディエンジェル・斎藤司の弁護を引き受け、様々な謎を駆使して1時間以内に無罪判決を勝ち取る（脱出する）ことがクリア条件。霊媒村では前売り券購入者全員に当日会場で主演声優による撮り下ろし音声を聴くことができるオリジナル団扇をプレゼントすることが決定したが同年9月より横浜追加公演として横浜山下町にある常設店舗「アジトオブスクラップ横浜」にて開催されることが決定した。人気よしもと芸人の前売り券は通常版のほか限定ブックレット付の限定版を選択することができ、横浜ヒミツキチオブスクラップ杮落とし公演第2弾として開催される。キャッチコピーは霊媒村は「甦る死者のキオク」、人気よしもと芸人は「台本（シナリオ）に仕組まれた罠」である。

### 謎解きゲーム
あそびファクトリー主催の『逆転のリドル』が各都市で行われた。東京公演はJ-SQUARE SHINAGAWAで2016年12月17日 - 18日・2017年3月19日 - 20日、大阪公演は読売テレビ本社ホールで2017年1月7日 - 9日、名古屋公演は中京テレビ本社プラザCで2016年1月28日 - 29日、福岡公演はFBS福岡放送9階会議室で2017年2月11日 - 12日で開催。開催期間中に追加公演が決定し、各都市のなぞともカフェを会場に、東京渋谷店で2017年1月13日 - 15日・1月20日 - 22日・2017年2月17日 - 19日・2月24日 - 26日、福岡天神店で2017年3月10日 - 12日にも催された。後述の『逆転のパズル』の開催を記念して、再演が東京の初演と同じ会場で2018年9月15日 - 17日に開催された。参加者は成歩堂が殺人事件の犯人とされた幼馴染の無罪を証明するために謎を解き明かすのが目的。第2弾として『逆転のパズル』が東京と大阪で行われた。東京公演はJ-SQUARE SHINAGAWAで2018年9月22日 - 24日・10月6日 - 8日・10月20日 - 21日、大阪公演は読売テレビ本社ホールで12月1日 - 2日・12月15日 - 16日で開催。開催期間中に追加公演が決定し、東京の初演と同じ会場で12月1日 - 2日・12月8日 - 9日に開催。参加者は成歩堂の助手という設定で、判決が下るまでのわずかな時間のうちに、様々な証拠や証言のムジュンを指摘するだけでなく、謎や暗号、パズルを乗り越えて無罪を勝ち取るのが目的。